# Городище (Бердичівський район)
Городи́ще — село в Україні, в Андрушівській міській територіальній громаді Бердичівського району Житомирської області. Чисельність населення становить 227 осіб (2001). У 1923—54 роках — адміністративний центр колишньої однойменної сільської ради.

## Населення
В середині 19 століття в селі проживала 591 особа обох статей, з них 587 православних та 4 римокатолики, або 608 осіб православного визнання. За довідником 1885 року в селі мешкало 549 осіб, налічувалося 82 дворових господарства.
Відповідно до результатів перепису населення Російської імперії 1897 року, загальна кількість мешканців становила 1 091 особу, з них: православних — 1 044, чоловіків — 530, жінок — 561.
Наприкінці 19 століття в селі налічувалося 1 303 особи, з них 644 чоловіків та 659 жінок, дворів — 170, або 1 036 осіб, дворів — 165.
Відповідно до перепису населення СРСР 17 грудня 1926 року, чисельність населення становила 1 366 осіб, з них 671 чоловіків та 695 жінок; за національністю: українців — 1 364, росіян — 2. Кількість господарств — 278, з них несільського типу — 3.
Відповідно до результатів перепису населення СРСР, кількість населення станом на 12 січня 1989 року становила 268 осіб. Станом на 5 грудня 2001 року, відповідно до перепису населення України, кількість мешканців села становила 227 осіб.

### Мова
Розподіл населення за рідною мовою за даними перепису 2001 року:
| Мова       | Кількість | Відсоток |
| ---------- | --------- | -------- |
| українська | 208       | 91.63 %  |
| російська  | 19        | 8.37 %   |
| Усього     | 227       | 100 %    |

## Історія
Час заснування невідомий. Згадується у люстрації Київського воєводства 1754 року, належало житомирському підстолієві Вавжинцеві Потоцькому, було там 20 дворів.
В середині 19 століття — невелике село Сквирського повіту Київської губернії. Лежало біля витоків річки Унави, за 6 верст північніше села Бровки, де була станція київсько-одеської залізниці. Землі було 1 250 десятин, досить урожайний чорнозем. Володів селом Дионизій Рильський, який купив його у 1856 році від Антоніни Цетисової. В селі була дерев'яна церква, збудована у 1799 році, церковно-парафіяльна школа. Землі при церкві 50 десятин. Від Рильських село перейшло до Борковського, котрий оженився на одній з Рильських; було тоді 673 десятини землі двірської.
За довідником 1885 року — Городища-Цетисові; колишнє поміщицьке село Бровківської волості Сквирського повіту Київської губернії, на річці Унаві. Були церковна парафія, заїзд.
Наприкінці 19 століття — Городища-Цетисові; село Бровківської волості Сквирського повіту Київської губернії, лежало на річці Унава. Відстань до повітового центру, м. Сквира — 45 верст, до найближчої залізничної станції Бровки, де розміщувалася також найближча телеграфна станція — 5 верст, до найближчої поштової казенної станції у Попільні — 25 верст, до найближчої поштової земської станції в Ярешках — 6 верст. Основним заняттям мешканців було хліборобство, також селяни підробляли у Херсонській і Бессарабській губерніях та містах Києві й Одесі. У поселенні числилося 1 252 десятини землі, з яких 615 десятин належало поміщикам, 574 десятини — селянам, 53 десятини — церкві. Власність Трохима й Григорія Питюхів та Онисима Герасимчука, господарювали поміщики самостійно, застосовували трипілля, як і селяни. Були православна церква, церковно-парафіяльна школа, п'ять вітрових млинів, дві кузні. Пожежна команда складалася з насоса, 3 бочок та 2 багрів.
У 1923 році увійшло до складу новоствореної Городищенської сільської ради, яка 7 березня 1923 року включена до складу новоутвореного Бровківського (згодом — Вчорайшенський) району Бердичівської округи; адміністративний центр ради. 27 червня 1925 року, в складі сільської ради, передане до Андрушівського району Бердичівської округи. Відстань до районного центру с. Андрушівка становила 12 верст, до окружного центру в Бердичеві — 45 верст, до найближчої залізничної станції Бровки — 5 верст. 11 серпня 1954 року, внаслідок об'єднання сільських рад, підпорядковане Міньковецькій сільській раді Андрушівського району. 30 грудня 1962 року, в складі сільської ради, передане до Попільнянського району Житомирської області, 4 січня 1965 року повернуте до складу відновленого Андрушівського району.
12 червня 2020 року, відповідно до розпорядження Кабінету Міністрів України № 711-р «Про визначення адміністративних центрів та затвердження територій територіальних громад Житомирської області», територію та населені пункти Міньковецької сільської ради включено до складу Андрушівської міської територіальної громади Бердичівського району Житомирської області.